# Alavere
Alavere (deutsch Allafer) ist ein Dorf (estnisch küla) im estnischen Kreis Harju. Es gehört zur Landgemeinde Anija. Alavere hat 421 Einwohner (Stand 1. Januar 2006).
Alavere wurde erstmals 1241 im Liber Census Daniæ des dänischen Königs Waldemar II. urkundlich erwähnt. Das Dorf Alavere entstand um das Rittergut von Allafer (Alavere mõis) im damaligen Kirchspiel Kosch. Es wurde um 1620 gegründet.
Nach zahlreichen Eigentümerwechseln gelangte das Rittergut 1772 in den Besitz der deutschbaltischen Familie Löwenstern, 1831 in das Eigentum der Familie Ungern-Sternberg und 1907 an die Familie von der Pahlen. Baron Gregor von Ungern-Sternberg ließ 1852 das Herrenhaus im Stil der Neorenaissance errichten. Es wurde während der russischen Revolution von 1905 in Brand gesetzt und stark beschädigt, anschließend aber wiederaufgebaut. Nach der estnischen Unabhängigkeit verkaufte der Eigentümer Gut und Herrenhaus, das anschließend leer stand. 1938 wurde das Gutshaus abgerissen und die Steine als Baumaterial verkauft.
Bereits 1832 wurde in Allafer (heute: Alavere) eine Schule gegründet, an der von 1892 bis 1902 der estnische Schriftsteller Jakob Mändmets unterrichtete. Während der sowjetischen Zeit war Alavere Zentrum einer Sowchose.